# Ovidijus Varanauskas
Ovidijus Varanauskas (ur. 23 lutego 1991 w Wilnie) – litewski koszykarz występujący na pozycji rozgrywającego, obecnie zawodnik Limoges CSP Elite.
17 stycznia 2019 został zawodnikiem Trefla Sopot.
31 lipca 2019 dołączył do francuskiego Limoges CSP Elite.

## Osiągnięcia
Stan na 31 lipca 2019, na podstawie, o ile nie zaznaczono inaczej.
Drużynowe
- Mistrz:
  - pucharu Ligi Bałtyckiej (2016)
  - Litwy w koszykówce 3×3 (2014[6])
  - II ligi litewskiej (2012)
- Wicemistrz:
  - FIBA Europe Cup (2016)
  - Litwy w koszykówce 3×3 (2013[6])
- Brąz ligi litewskiej (2015)

Indywidualne
(* – nagrody przyznane przez portal eurobasket.com)
- Wybrany do*:
  - II składu II ligi litewskiej (2012)
  - III składu III ligi francuskiej NM1 (2017)
  - składu honorable mention:
    - Ligi Bałtyckiej (2015)
    - II ligi litewskiej (2013)

Reprezentacja
- Brązowy medalista mistrzostw Europy:
  - U–16 (2007)
  - 3×3 (2014[6])

- Uczestnik:
  - mistrzostw świata:
    - 3×3 (2014 – 4. miejsce)[6])

  - mistrzostw Europy:
    - U–20 (2011 – 14. miejsce)
    - U–18 (2009 – 4. miejsce)

  - igrzysk europejskich:	
    - w koszykówce 3×3 (2015 – 8. miejsce[6])